# Nattens madrigal - Aatte hymne til ulven i manden
Nattens madrigal – Aatte hymne til ulven i manden er det tredje album fra det norske avantgarde metal-band Ulver. Det markerede slutningen på bandets black metal-æra, da efterfølgende udgivelser ville følge en mere avantgarde musikstil.
Albummet er et konceptalbum om en mand som gennem Satans magt bliver til en varulv. Det står i stærk kontrast til bandets forrige album, Kveldssanger, som bestod af akustisk folkemusik, og trækker i stedet på black metal-delen af bandets debutalbum Bergtatt. Albummet er dog langt mere lo-fi, rå black metal end Bergtatt. Det skulle angiveligt være blevet indspillet udendørs i en norsk skov med en båndoptager med blot 8 spor.
I den første sæson af krimi-dramaserien The Sopranos har gangsterboss Tony Sopranos søn A.J. en plakat med albummets omslag hængende i sit værelse.

## Omslag
Albummets omslag er et maleri af black metal-musikeren Fenriz' ekskone Tanja "Nachthexe" Stene, som også har illustreret album for blandt andet Burzum og Darkthrone.

## Spor
1. "Hymn I: Of Wolf and Fear" – 6:16
2. "Hymn II: Of Wolf and the Devil" – 6:21
3. "Hymn III: Of Wolf and Hatred" – 4:48
4. "Hymn IV: Of Wolf and Man" – 5:21
5. "Hymn V: Of Wolf and the Moon" – 5:14
6. "Hymn VI: Of Wolf and Passion" – 5:48
7. "Hymn VII: Of Wolf and Destiny" – 5:32
8. "Hymn VIII: Of Wolf and the Night" – 4:38

## Fodnoter
1. ↑  Huey, Steve. "Nattens Madrigal". Allmusic. Hentet 2008-05-04.